# Cyrtacanthacris sulphurea
Cyrtacanthacris sulphurea is een rechtvleugelig insect uit de familie veldsprinkhanen (Acrididae). De wetenschappelijke naam van deze soort is voor het eerst geldig gepubliceerd in 1935 door Johnston.